# Karl Philipp Sebottendorf
Karl Philipp Sebottendorf van der Rose est un officier général autrichien au service de la monarchie des Habsbourg et de l'empire d'Autriche, né le 17 juillet 1740 à Luxembourg et mort le 11 avril 1818 à Vienne. Entré dans l'armée à l'âge de 18 ans, il accède à tous les grades inférieurs avant d'être nommé général en 1793. Affecté en Italie comme divisionnaire, il participe à plusieurs engagements et perd la bataille de Lodi face à Napoléon Bonaparte. Il mène ensuite une carrière militaire discrète jusqu'à sa mort en 1818.

## Biographie

### De l'enseigne au général-major
Karl Philipp Sebottendorf van der Rose naît le 17 juillet 1740 à Luxembourg. Il est issu d’une famille de militaires renommés. Son père, Johann Moritz Sebottendorf van der Rose, est oberst dans l'armée impériale et a pour épouse Maria Anna Bodek von Ellgau. Après avoir étudié à l’académie militaire de Wiener-Neustadt, le jeune Sebottendorf rejoint, à 18 ans, le régiment no 35 Waldeck avec le grade d'enseigne. Il ne passe capitaine qu’en 1779, au moment de la guerre de Succession de Bavière ; accusé de couardise lors d'un engagement à Gebersheim, il est lavé de tout soupçon à l'issue d'une enquête. Promu major en 1784, il devient lieutenant-colonel en mars 1787 puis colonel en octobre. Il est finalement élevé au grade de général-major le 27 février 1793. Il commande alors une brigade au Luxembourg et se distingue le 2 septembre près d'Öttringen en poursuivant une colonne ennemie en retraite.

### Campagnes en Italie
Le 4 mars 1796, il est nommé feld-maréchal-lieutenant et est transféré à l'armée autrichienne d'Italie. Le général en chef Beaulieu confie à Sebottendorf l'aile gauche de son dispositif, composée des brigades Kerpen, Schübirz, Nicoletti et Rosselmini. Au début du mois d'avril, Beaulieu ouvre les hostilités en dépêchant deux colonnes sur Voltri, l'une forte de 3 200 hommes aux ordres de Sebottendorf qui s'avance au sud par le défilé de Turchino, et l'autre sous la direction du général Pittoni qui se dirige plus à l'est en empruntant le défilé de Bochetta avec 4 000 hommes. Les deux formations se rejoignent le 10 avril devant Voltri et en chassent les troupes françaises du général Cervoni. Les Autrichiens ne perdent qu'une cinquantaine d'hommes contre environ 250 chez leurs adversaires, mais de l'avis de Boycott-Brown, « l'attaque a été mal organisée, mal coordonnée et n'a impliquée que des contingents étonnamment faibles ».

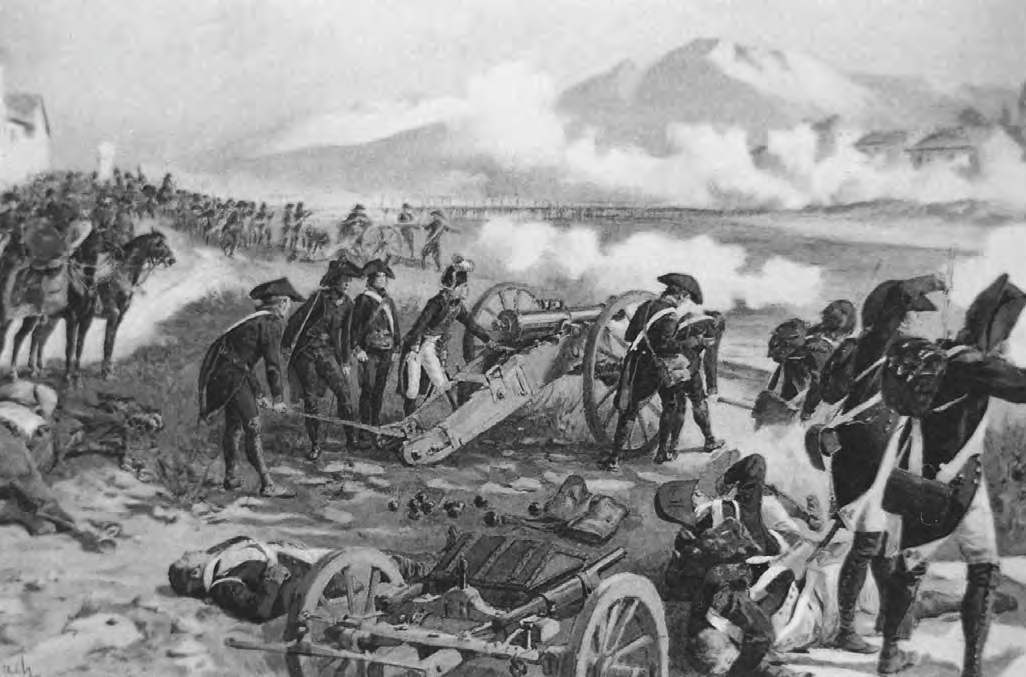
Le général Bonaparte pointant le tir de ses canons pendant la bataille de Lodi, par Felician Myrbach.

Dans les premiers jours de mai, le général français Napoléon Bonaparte tourne l'armée de Beaulieu par le sud et remporte la bataille de Fombio. Cet événement contraint la majeure partie des forces autrichiennes à se replier sur la rive est de l'Adda, à hauteur du village de Lodi. Sur ordre de Beaulieu, Sebottendorf occupe la localité avec 10 000 soldats afin de couvrir la retraite. L'avant-garde française, dirigée par le général Dallemagne, refoule promptement l'arrière-garde autrichienne dans Lodi et Sebottendorf se prépare à défendre le pont qui enjambe l'Adda à l'est du village. L'artillerie de Bonaparte pilonne sa position pendant plusieurs heures, ce qui laisse le temps à la division Masséna d'arriver sur les lieux. Le 10 mai se déroule la bataille du pont de Lodi qui voit les Français plus nombreux remporter une nette victoire sur leurs adversaires. Malgré la perte de 14 canons et de 2 036 tués, blessés ou disparus, Sebottendorf parvient à reculer en bon ordre.
Le 30 mai, le général participe à la bataille de Borghetto où il commande le centre-gauche autrichien. L'indisponibilité temporaire de Beaulieu pour raisons de santé le jour précédent sème le trouble au sein du haut commandement impérial. En l'absence de coordination d'ensemble, chaque commandant se retrouve livré à lui-même dans son propre secteur. Leurré par une diversion, Sebottendorf perd le village de Valeggio à la suite d'une attaque française. Plus tard dans la journée, il tente de reprendre le contrôle de la position mais ses troupes se heurtent à une résistance tenace de la part des Français. Il parvient finalement à replier sa division quasiment intacte et à rejoindre le reste de l'armée sur le cours supérieur de l'Adige.
Lors de la première tentative mise en œuvre par le maréchal Wurmser pour libérer la ville de Mantoue, Sebottendorf est affecté à la colonne du général Melas, au centre-droit du dispositif autrichien, avec sous ses ordres les brigades Pittoni et Nicoletti. Une seconde tentative a lieu au mois de septembre à laquelle Sebottendorf participe avec une division de 4 086 hommes postée dans la vallée de la Brenta. Il sert à la bataille de Bassano le 8 septembre, à l'issue de laquelle sa division « est réduite à seulement un bataillon un tiers, cinq compagnies et demie et deux escadrons ».

### Fin de carrière
Entre 1801 et 1806, Sebottendorf remplit les fonctions d'assistant auprès du commandement général en Autriche intérieure et au Tyrol. À partir de 1813, il devient également adjoint au président de la cour militaire d'appel, charge qu'il conserve jusqu'à sa mort à Vienne le 11 avril 1818.